# جین وولف
جین وولف (انگلیسی: Gene Wolfe؛ زادهٔ ۷ مهٔ ۱۹۳۱ – درگذشته ۱۴ آوریل ۲۰۱۹) یک نویسنده اهل ایالات متحده آمریکا بود.